# Mamelon de Sikasso
Le mamelon de Sikasso est une colline artificielle d'environ 30 m de mètres de hauteur et de 461 m de circonférence, située au cœur de Sikasso. Elle a été édifiée dans les années 1880 par le roi du Kénédougou Tiéba Traoré, pour qu'y siègent les rois. 
À son sommet se trouve la réplique d'une bâtisse fortifiée à étage qui servait de lieu de travail et de tribunal traditionnel et qui fut détruite lors de la prise de Sikasso par les colons français.